# Elecciones municipales de Chile de 1897
Las elecciones municipales de 1897 fueron efectuadas el 7 de marzo, en conjunto con las elecciones parlamentarias. La Alianza Liberal logró con radicales y liberales más regidores que la Coalición, que albergaba a los conservadores y nacionales. Sin embargo, en cantidad de alcaldes, los coalicionistas lograron una leve ventaja con un 53 % de las alcaldías.

## Alcaldías 1897-1900

### Listado de alcaldes electos
Listado de alcaldes elegidos en las principales ciudades del país.
| Municipio | Municipio    | Alcalde electo                                       |
| --------- | ------------ | ---------------------------------------------------- |
|           | Arica        | Carlos Weglin Partido Liberal Democrático            |
|           | Iquique      | Arturo del Río Racet Partido Liberal Democrático     |
|           | Antofagasta  | Juan Mandiola Partido Radical                        |
|           | La Serena    | Isidoro Gálvez Esquivel                              |
|           | Coquimbo     | José Dolores Taborga Partido Nacional                |
|           | Viña del Mar | Luis Enrique Castro Partido Conservador              |
|           | Santiago     | Rodolfo Salinas Partido Liberal                      |
|           | Rancagua     | Pedro Nolasco Vergara Loys Partido Nacional          |
|           | Talca        | José Astorquiza Partido Liberal                      |
|           | Concepción   | Gregorio Burgos Figueroa Partido Nacional            |
|           | Temuco       | Pedro Aracena Partido Radical                        |
|           | Valdivia     | Luis Rudloff Sangmeister Partido Conservador         |
|           | Puerto Montt | Christian Brahm Sprenger Partido Liberal Democrático |